# Linia kolejowa nr 189
Linia kolejowa nr 189 Ruda Chebzie – Zabrze Biskupice – niezelektryfikowana linia kolejowa łącząca stację Ruda Chebzie ze stacją Zabrze Biskupice.

## Historia
Otwarcie linii kolejowej nastąpiło w 1899 roku. Dzięki niej w regionie rozwinęło się górnictwo węgla kamiennego i hutnictwo. Ruch pasażerski zawieszono w rozkładzie 1966-1967.

## Czasy współczesne
Z biegiem czasu stan techniczny linii systematycznie się pogarszał. Ze względu na szkody górnicze w rejonie Orzegowa prędkość została obniżona do 30 km/h. 
5 grudnia 2022 roku podpisano umowę z województwem śląskim zobowiązującym PKP PLK na wykonanie przebudowy linii w ramach prac na linii kolejowej nr 189 i 132. 9 stycznia 2023 roku ogłoszono przetarg na wykonanie dokumentacji projektowej dla projektu.
Prace obejmują modernizację i elektryfikację linii z Rudy Chebzie do Kuźnicy oraz budowę odnogi do Bytomia Bobrka Wschodniego, oraz do stacji Bytom w kierunku wschodnim.